# Mascapaicha

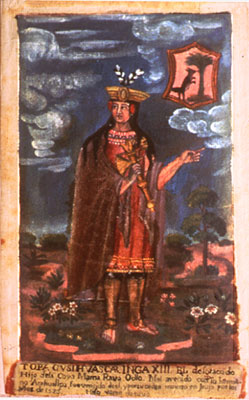
Huáscar con su mascapaicha.

La mascapaicha o mascaipacha era el único símbolo de poder que otorgaba al Sapa Inca los títulos de Gobernador del Cusco e Inca del Tahuantinsuyo (este último a partir de Pachacútec), a modo de corona.

## Descripción

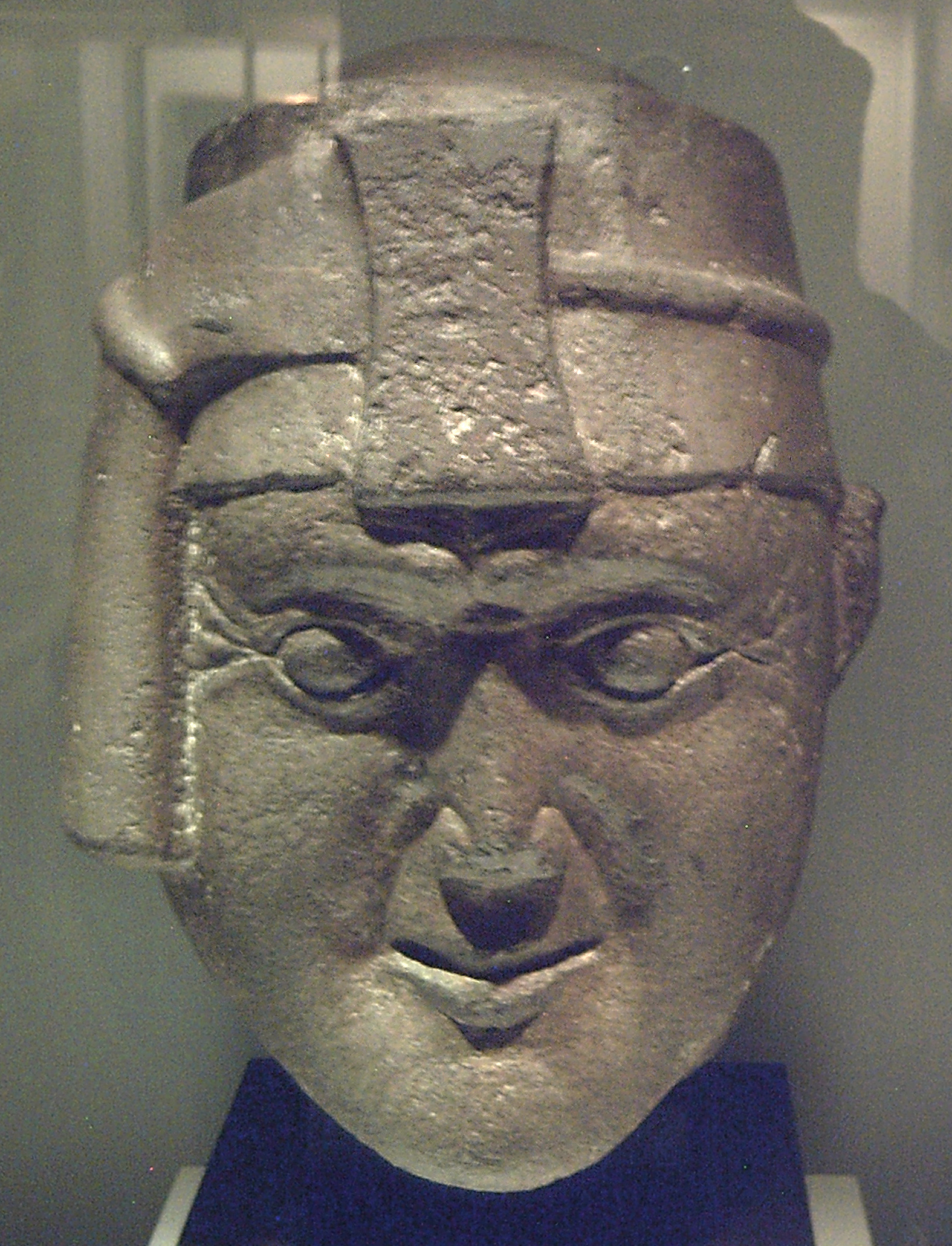
Cabeza inca de piedra con llauto y mascapaicha. Se cree que es una representación del octavo gobernante Inca Viracocha. Museo de América en Madrid.

La mascapaicha era un cordón tejido de 16 a 32 hilos de grosor de un dedo, que se envolvía cuatro o cinco veces alrededor de la cabeza con incrustaciones de hilos de oro y plumas de corequenque, dándole la vuelta hacia la parte superior, agarrado al cráneo, quedando a modo de guirnalda. Se podría hablar de tres tipos: llautu colorado y azul para el Inca gobernante, llautu colorado y amarillo para la panaca y llautu negro para incas de rango inferior, como los que poseían poder local. Las acllas hacían unas borlas pequeñas de color amarillo y rojo llamados paicha, que eran cosidas a una trenza delgada de una braza de largo. El llauto sería entonces exclusivo de la familia real. Según el cronista Montesinos, Inca Roca portaba una borla azul con una huincha azul y carmesí que caía encima de la frente.
La mascapaicha se caracterizó porque cada una de ellas era personalizada para cada gobernador. Esto quiere decir que cada emperador inca tuvo una mascapaicha única.[cita requerida]

## Ceremonial
Sólo el Sapa Inca podía ostentar la mascapaicha, que le era ceñida por el Willaq Uma, el sumo sacerdote del Imperio. La ceremonia de coronación se llevaba a cabo cuando el Sapa Inca antecesor fallecía y era necesario que el auqui (príncipe heredero) asumiera sus funciones como nuevo soberano. Se sabe además que, como descendientes de Inti, organizaban el calendario para saber qué días debían realizarse fiestas y sacrificios.
Dado que en un comienzo la civilización Inca sólo habitaba la ciudad de Cuzco, la mascapaicha representaba el dominio sobre este territorio. Después de que la influencia de esta cultura se extendió por más territorios y por más pueblos, pasó a representar el liderazgo del imperio.[cita requerida]

## Uso
Para Max Uhle, Paicha significa borla y Masca podría provenir del nombre de una de las naciones quechuas primitivas del dominio de Manco Cápac, lo que significa que esta insignia fue usada desde los primeros años de constituida la nación Inca.
Se usó como distintivo real a partir del año 1438 y se le atribuye la idea al inca Sinchi Roca. A partir de entonces los siguientes gobernantes adoptaron este ritual de coronación con la borla imperial. Emperadores como Huáscar, Huayna Cápac y Túpac Yupanqui respetaron y adoptaron esta costumbre. La tradición se interrumpió con Atahualpa que no era descendiente directo de la dinastía inca. Atahualpa fue el último gobernante inca que no ostento de la mascapaicha.[cita requerida]
Su uso continuó durante el Virreinato del Perú, identificando a la nobleza inca, en particular al Alférez Real de los Incas, durante los desfiles y procesiones de la ciudad del Cuzco. Las pinturas de la Escuela Cuzqueña también representaba al Niño Jesús vestido de Inca con este símbolo de poder en la cabeza.